# Romance heróico
O romance heróico é um gênero literário essencialmente francês que corresponde aproximadamente aos anos 1640-1660 e que combina ficção romântica e épico, contando detalhadamente as façanhas de heróis históricos mitologizados movidos pelo amor.
A superabundância de personagens, lugares e enredos complicados destes romances de vários milhares de páginas faz com que o romance heróico participe da estética barroca e o lugar dado à idealização, às mulheres e aos sentimentos torna-o inseparável da preciosidade.

## Origem
Tendo sucesso nos currais ao gosto italiano e espanhol do início do século XVII, como L'Astrée (1610), de Honoré d'Urfé, o romance heróico é gerado pelo contexto bélico do período 1618-1659 (Guerra dos Trinta Anos e Guerra Mundial contra Espanha) e por uma reacção aristocrática à ascensão do poder da burguesia.
O romance heróico constitui assim um renascimento dos romances de cavalaria do final do século XVI parodiados de certa forma por Dom Quixote de Miguel de Cervantes: toma as personagens da aventura bélica mas acrescenta as subtilezas de um mundo civilizado e elegante que corresponde ao novo ideal da corte que rodeava o jovem Luís XIV, mas também à moda dos salões literários onde se reunia a boa sociedade da época, como no Hôtel de Rambouillet.

## As características narrativas do romance heróico
- A multiplicidade de personagens aristocráticos dos quais a história preservou vestígios (Tarquínio, Ciro, Cleópatra, etc.), sem preocupação realista mas com certa delicadeza na análise psicológica;
- Um enredo complicado e abundante, tendo o acaso como motor da ação que conduz a aventuras múltiplas e extraordinárias sem preocupação com a plausibilidade (separações, catástrofes, violência, coincidências, identidades misteriosas, reencontros, etc.);
- uma concepção de amor idealizado,
- uma narração discursiva com abertura in medias res e flashbacks explicativos, digressões e longas histórias, bem como a presença significativa de cartas, conversas e longas descrições;
- uma mistura de poética, estilo épico e preciosidade com linguagem bombástica, frases longas e complexas, usando também metáfora e sucesso na arte das descrições, particularmente retratos;
- o comprimento excessivo: Clélie tem mais de 13.000 páginas e Cléopâtre detém o recorde com mais de 15.000 páginas;
- a virtude e a façanha estão intimamente associadas ao amor idealizado e às aventuras extraordinárias, o que faz com que, para além do entretenimento, a sociedade da época encontre nestes romances uma espécie de espelho, tanto mais que a galanteria se soma ao jogo do roman à clef que encanta o círculos de leitores e ainda mais leitores.

## Obras primárias
- Desmarets de Saint-Sorlin (1595 - 1676): Ariadne (1632) com tema grego a partir do qual Lully mais tarde fez um balé.
- Marinheiro Le Roy de Gomberville (1600 ?-1674):
  - Carithée (1621) que relata as tempestuosas aventuras de Agripina e Germânico no primeiro século do Império Romano.
  - Polexandre (5 volumes, 1632 - 1637) que centra-se nos amores aventureiros de Polexandre e Alcidiane num cenário exótico (México - África) e encantado ( ilha paradisíaca dos pescadores de pérolas) que La Fontaine irá apreciar.
- Gautier de Costes de La Calprenède (1614 - 1663):
  - Cassandra (1642 - 1645) em 10 volumes que reconstituem parcialmente a história de Alexandre o Grande com cenas bélicas (La Calprenède teve carreira militar) e conflitos românticos como na nação das Amazonas.
  - Cleópatra, a bela egípcia (1646 - 1658), 12 volumes, 15 000 páginas publicadas em 1662, que retratam o século de Augusto com numerosos personagens dos quais a expressão "orgulhoso como Artaban", personagem orgulhoso e estúpido.
  - Faramond ou a História da França dedicada ao Rei (1661-1670, 7 volumes - inacabado) que se passa na Gália no V V século e os merovíngios.
- Madeleine e Georges de Scudéry cujos romances são por vezes classificados como romances preciosos, em particular os volumes devidos a Madeleine de Scudéry.
  - Ibrahim ou l'Illustre Bassa (1641)  que trata da rivalidade involuntária do herói com Suleiman quando ele deve se defender de conspiradores no cenário exótico do serralho no Império Otomano. Uma tragicomédia será baseada no romance.
  - Artamenes ou o Grande Ciro (1649-1653), 10 volumes, 13 095 páginas ao final dos quais Ciro acaba se casando com Mandane após ter lutado contra todos os seus rivais e conquistado toda a Ásia para encontrá-la. As chaves são discutidas por todos os leitores que reconhecem o Grão-Condé, a Duquesa de Longueville, M. de Rambouillet, Vincent Voiture ou a própria Madeleine de Scudéry disfarçada de Safo, a narradora "feminista".
  - Clélie, história romana, dez volumes entre 1654 e 1660, sendo os primeiros assinados por Georges de Scudéry.

O romance baseia seu argumento em Tito Lívio e situa a ação na época em que os etruscos e Tarquínio, o Soberbo lutaram contra Roma, por volta de 509 aC. Na verdade, é uma transposição da Fronda na época da formação de Roma e os contemporâneos buscaram apaixonadamente as chaves do romance. A trama complexa e tortuosa conta a união final de Clélie e Annonce após contratempos tumultuados e múltiplos: os amantes finalmente se reencontram após 6.000 páginas de desastres (terremoto), acontecimentos históricos (cerco de Roma, queda da realeza romana e início da República), separações (sequestro de Clélie por Tarquin), lutas e andanças. A ação principal, que se baseia no perigoso caminho do amor ilustrado pela famosa carta de Tendre, também é interrompida por inúmeras histórias incorporadas e longas descrições.

## Influências
O romance heróico marcará os espíritos em meados do século XVII e influenciará o gênero teatral com obras barrocas com aventuras superabundantes e improváveis e principalmente o gênero da tragicomédia, às vezes chamada de "tragédia galante" Ou "tragédia romântica" ilustrado por La Mort de Cyrus de Philippe Quinault (1656), e especialmente por Timocrate de Thomas Corneille (1656), que foi um imenso sucesso.
Curiosos em criar uma mudança de cenário temporal e/ou geográfica, os romances heróicos também participam da moda do exotismo (lembremo-nos apenas do Mamamouchi de Molière ou do Bajazet de Racine) clamando por um futuro brilhante nos séculos seguintes e, embora não muito preocupados com o realismo, esses romances exploram fontes sólidas de livros e, assim, prefiguram o romance histórico que está por vir.
Mas os excessos do género rapidamente deram origem às sátiras e pastiches burlescos que constituem o Romance Cómico (1651-1657) de Paul Scarron, Le Roman Burguês (1666) de Furetière (1666) ou La Fausse Clélie, um galante e cómico História francesa (1671), de Subligny; estas obras redescobrem assim a veia da História Cômica de Francion (1623) de Charles Sorel.
Ao mesmo tempo, com a geração de 1660, surgirão críticas morais e estéticas, resumidas nesta fórmula de Lenoble que condena “Longos romances cheios de palavras e aventuras fabulosas, e vazios de coisas que devem permanecer na mente do leitor e aí dar frutos". Por fim, o romance clássico foi desenvolvido em reação a esses romances, produzindo contos mais curtos, preocupados com a plausibilidade dos acontecimentos e também com a psicologia do menor número de personagens, com uma linguagem comedida em busca de uma ficção mais realista, mais próxima do leitor. vida quotidiana e com um objectivo moral. La Princesse de Clèves de Madeleine de Lafayette (1678) ilustra esta nova orientação, não sem por vezes reter aspectos do romance heróico-sentimental como as histórias adjacentes.

## Problemático

### Denominação
Respondendo muito bem à definição de Pierre-Daniel Huet para quem os romances são "ficção de aventura romântica, habilmente escrita em prosa, para prazer e instrução dos leitores" (Tratado sobre a origem dos romances, 1670), o romance heróico constitui um tipo de obra característica da produção novelística de meados do século XVII, mas seu nome às vezes é questionado, como é comum na rotulagem artística e literária.
Alguns comentaristas apontam as diferenças entre os romances heróicos "puro" de Gomberville e La Calprenède e do precioso romance considerando o lugar relativo dado à ação e ao contexto histórico por um lado e à análise do sentimento romântico idealizado e à consideração da condição feminina de outro lugar. Deixaram assim de lado os romances de Madeleine de Scudéry que "sozinho cria um tipo literário particular : o precioso romance" cujo arquétipo seria La Clélie que encontraria algo de L'Astrée de Honoré d'Urfé. Enquanto outros analistas da história literária destacam os pontos comuns (ver Características acima) e agrupam romances heróicos e romances preciosos: eles então falam de "romance heróico-sentimental" ou "precioso romance heróico", considerando que as diferenças são uma questão de temperamento e não de distinções de género enquanto outros ainda se contentam com uma categoria mais ampla: o romance da era barroca; mas este último rótulo, porém menos sujeito a debate do que o de "romance barroco", dificilmente define as narrativas dominantes do gênero.